# باران‌های موسمی شرق آسیا
باران‌های موسمی شرق آسیا به جریان‌هایی موسمی گفته می‌شود که هوای مرطوب را از اقیانوس‌های هند و آرام به شرق آسیا می‌آورند. این باران‌ها تقریباً یک سوم جمعیت جهان را تحت تأثیر قرار داده و بر آب و هوای ژاپن، شبه‌جزیره کره، تایوان، چین، فیلیپین و سرزمین اصلی آسیای جنوب شرقی، و از همه مهم‌تر ویتنام تأثیر می‌گذارند. علت این باران‌ها تفاوت دمایی بین قاره آسیای شرقی و اقیانوس آرام است. بادهای موسمی آسیای شرقی به دو دسته موسمی تابستانی گرم و مرطوب و موسمی زمستانی سرد و خشک تقسیم می‌شوند.
موسمی‌های زمستانی سرد و خشک عامل رسوب گرد و غبار بادی و خاک‌زایی است که منجر به ایجاد فلات لس شده‌است. بادهای موسمی بر الگوهای آب و هوایی تا شمال سیبری تأثیر گذاشته و تابستان‌های مرطوبی را ایجاد می‌کند که با زمستان‌های سرد و خشک ناشی از پرفشار سیبری در تضاد است و اثر موسمی را در عرض‌های جغرافیایی شمالی را متعادل می‌کند.
در بیشتر سال‌ها، جریان موسمی از یک الگوی بسیار قابل پیش‌بینی پیروی می‌کند که در این الگو بادهای جنوب شرقی در اواخر ژوئن وزیده و بارندگی قابل توجهی را برای منطقه به ارمغان می‌آورد. پیشروی مرزهای موسمی به سمت شمال در طول بهار و تابستان، منجر به فصل بارانی شرق آسیا (تسویو) می‌شود. این وضعیت باعث افزایش قابل توجه بارندگی در ماه‌های ژوئیه و اوت می‌شود. با این حال، این الگو گاهی با اختلال مواجه شده و منجر به خشکسالی و از میان رفتن محصولات کشاورزی می‌شود. در زمستان با ورزش بادهای شمال شرقی، نوارهای بارش موسمی به سمت جنوب حرکت کرده و بارش شدید در جنوب چین و تایوان رخ می‌دهد.